# Sedlákova lípa
Sedlákova lípa je památný strom u obce Nezbavětice jižně od Starého Plzence v okrese Plzeň-město. Dvěstěpadesátiletá lípa malolistá (Tilia cordata) roste na poli mezi Nezbavěticemi, Šťáhlavy a Nezvěsticemi v nadmořské výšce 410 m. Lípa má obvod kmene 470 cm (měření 2003) a je chráněna od roku 1977 pro svůj vzrůst, věk a jako krajinná dominanta.